# Загорники (Ошмянский район)
Загорники (бел. Заго́рнікі) — деревня в Ошмянском районе Гродненской области Белоруссии. Входит в состав Кольчунского сельсовета.

## География
Пролегает дорога Н7721.
Ближайшие населённые пункты Буни, Хоронжишки и др.

### Гидрография
На юге от деревни протекает река Ошмянка, в которую впадает речка Загорники.

## История
Загорники известны с XVIII века. В конце XVIII века – начале XIX века вместе с соседними Бунями входили в имение Сильвестрово, принадлежавшее помещикам Бенкуньским и находившееся напротив соседней деревни Хоронжишки (на противоположном берегу реки Ошмянка, рядом с современным кирпичным заводом). Сильвестрово (другое название – Сильвестровщизна) известно с 1591 года, названо по имени первого владельца Бартоломея Сильвестровича, изначально называлось Ошмяны Сильвестровские.
Во второй четверти XIX века Загорники перешли к помещикам Важиньским, имения которых располагалось в Укропишках, и еще нескольким более мелким владельцам.
После отмены в России крепостного права Загорники относились к Сильвестровскому сельскому сообществу в Полянской волости Ошмянского уезда. Территория деревни тогда двукратно превосходила нынешнюю.
В 1922—1939 годах деревня была в Полянской гмине Ошмянского повета Виленского воеводства.

## Население

### Численность
- 2009 год — 30 жителей

### Динамика
- 1999 год — 39 жителей (перепись населения)
- 2009 год — 30 жителей (перепись населения)[3]